# Allemands de Crimée
Ne doivent pas être confondus avec les Goths de Crimée.

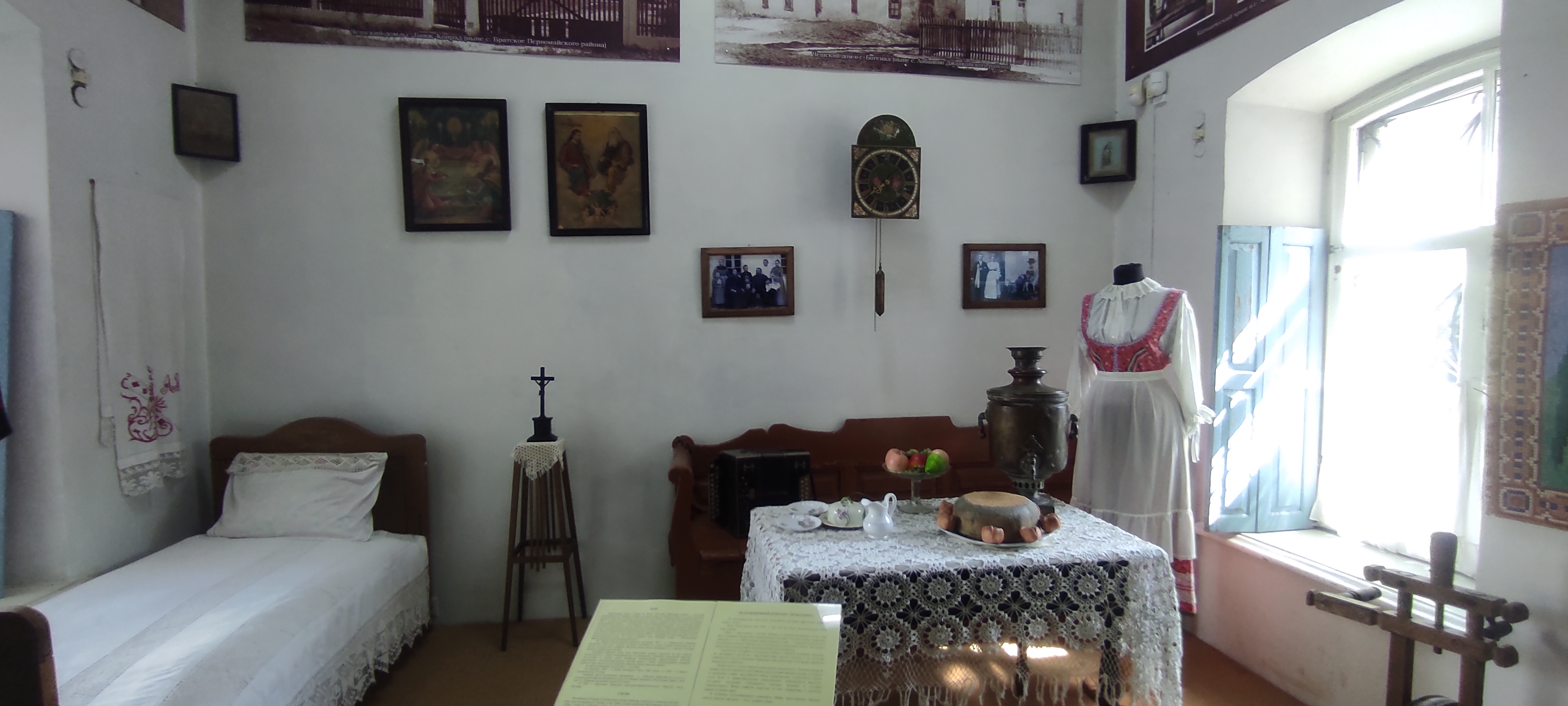
Intérieur d'un foyer d'Allemands de Crimée, musée ethnographique de Crimée.

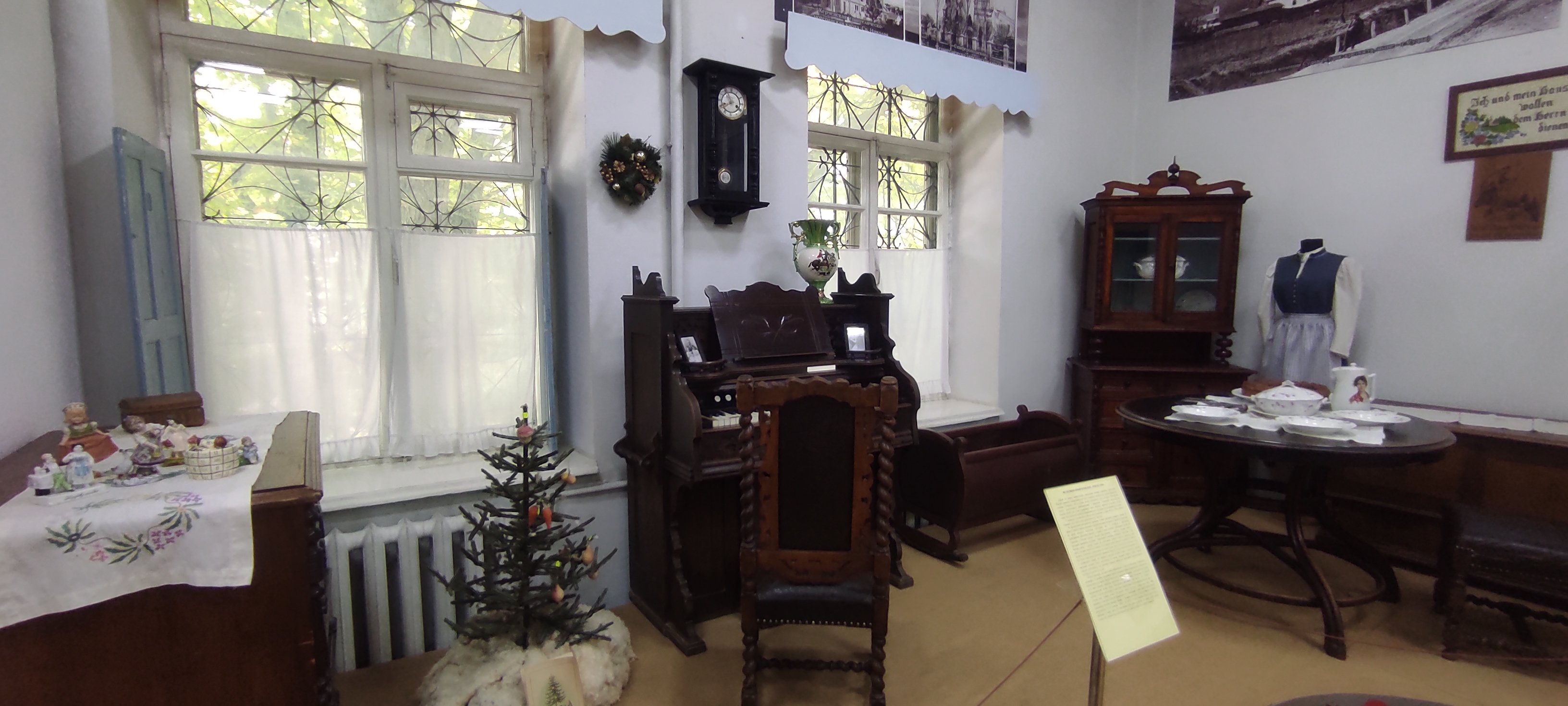
Intérieur d'un foyer d'Allemands de Crimée au début du XXe siècle, musée ethnographique de Crimée.

Les Allemands de Crimée, (en allemand : Krimdeutsche ; en russe : Крымские немцы ; en ukrainien : Кримські німці) sont une minorité allemande composée des descendants des colons germanophones ayant migré d'Allemagne ou de Suisse alémanique pour s'établir au XIXe siècle dans l'Empire russe en Crimée.

## Contexte
En 1783, Catherine II annexe le khanat de Crimée à l'Empire russe.
Ils s'installent à l'appel d'Alexandre Ier grâce à l'octroi de privilèges pour fonder des colonies dans des zones encore non exploitées dans le gouvernement de Tauride. En août 1941, la grande majorité d'entre eux, soit 52 000 descendants de colons allemands, sont expulsés définitivement de Crimée.

## Établissements
Les premiers établissements sont fondés entre 1804-1805 et 1810, après le manifeste d'Alexandre Ier, leur accordant des privilèges d'établissement (liberté de culte, enseignement en allemand, exemption de taxes, certains privilèges de justice, prêts fonciers).

### Colonies-mères
Ces établissements sont les suivants :
- Friedental (aujourd'hui Kourortnoïe), dans l'ouïezd de Simferopol, près de Simferopol, fondé entre 1806 et 1819 par des luthériens venus de Vaihingen, Backnang, Cannstatt (auj. Bad Cannstatt), Waiblingen, Goeppingen (auj. Göppingen) et Reiseweg ;
- Heilbrunn, près de Feodosia, fondé entre 1805 et 1809 par des luthériens venus du Wurtemberg ;
- Kronental (auj. Koltschuhyne) (ro), près de Simferopol, fondé en 1810 par des luthériens venus du Wurtemberg et des catholiques venus de Bade, d'Alsace et de Suisse ;
- Neusatz (auj. Krasnogorskoïe) (ro), près de Simferopol, fondé entre 1804 et 1806 par des luthériens venus de Tuebingen, Reutlingen et Backnang ;
- Rosental (auj. Aromatnoïe) (ro), près de Simferopol, fondé entre 1804 et 1806 par des catholiques venus de Bade ;
- Staryï Krym, près de Feodosia, fondé en 1805 par des luthériens et des catholiques ;
- Sudak, près de Feodosia, fondé en 1805 par des luthériens venus du Wurtemberg ;
- Zuerichtal puis Zürichtal (auj. Solote Pole) (de), près de Feodosia, fondé entre 1804 et 1805 par des luthériens venus de Suisse.

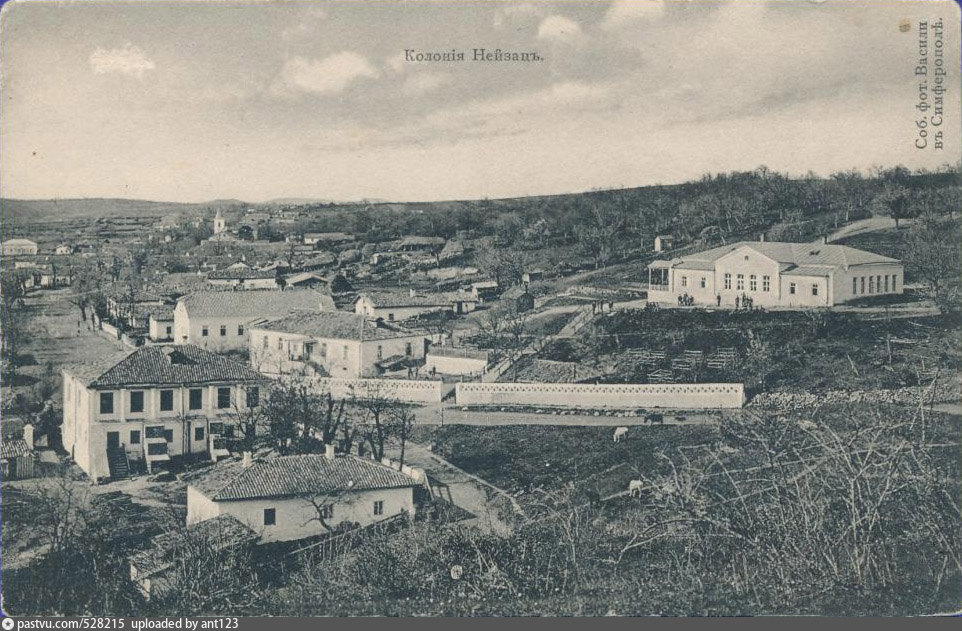
Neusatz (aujourd'hui Krasnogorskoïe), 1900
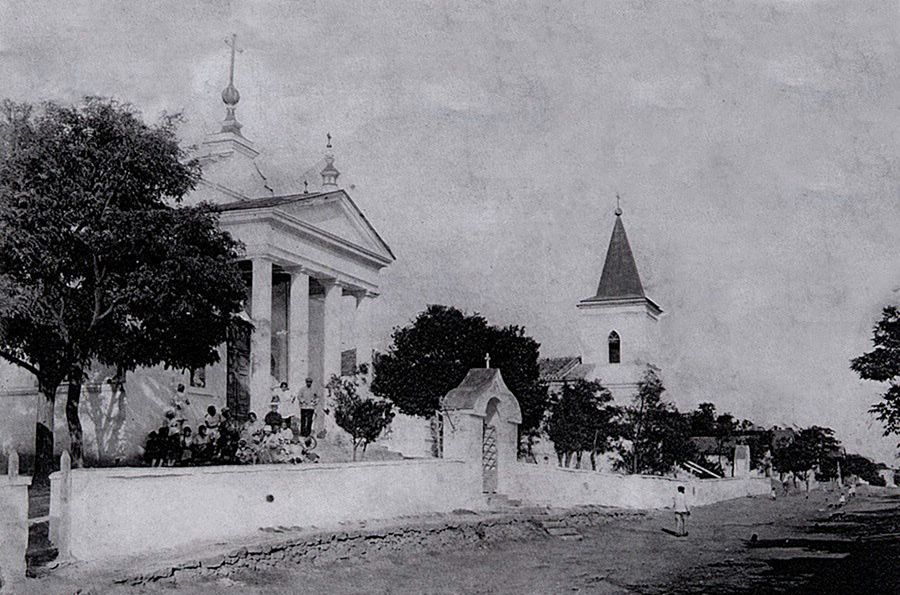
Kronental en 1907: l'église catholique et l'église luthérienne.
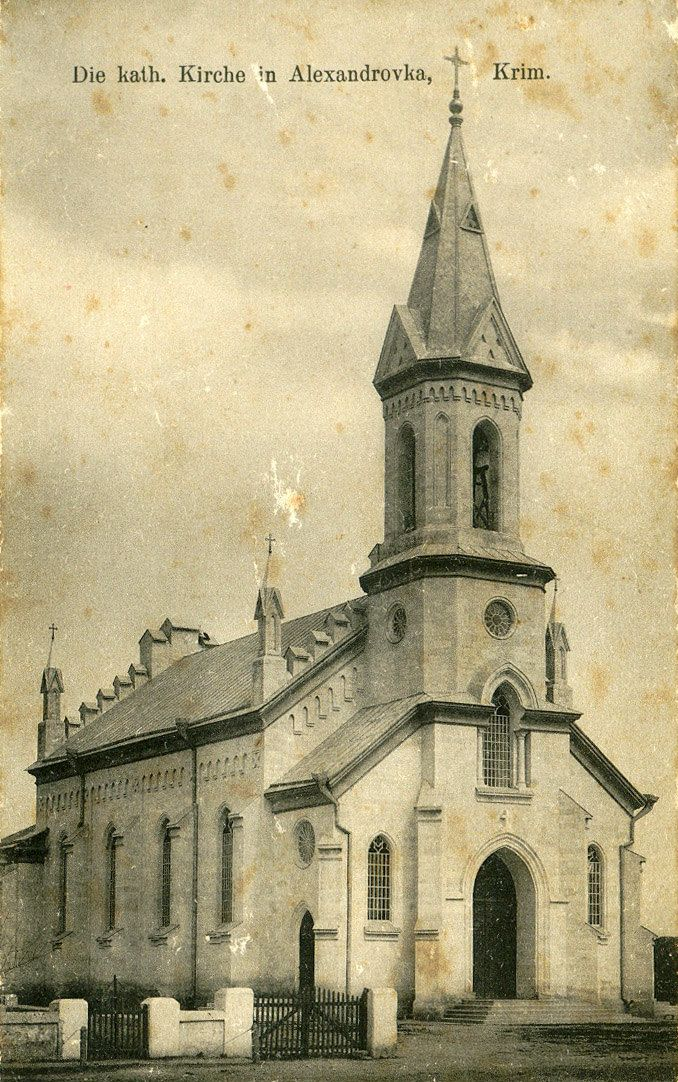
L'église catholique du Sacré-Cœur d'Alexandrovka, colonie germano-tchèque de Crimée.
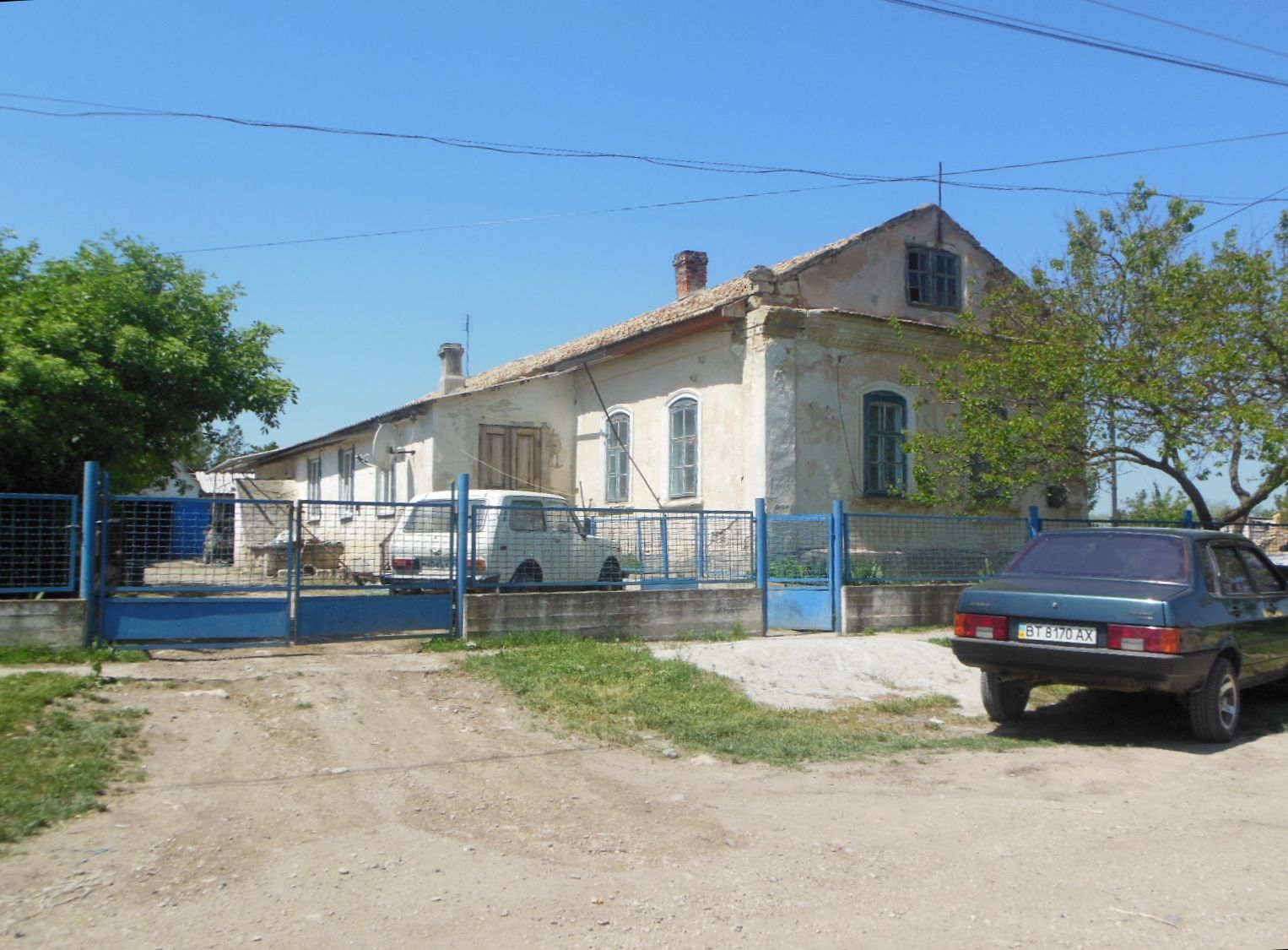
Friedental (aujourd'hui Kourortnoïe), maison des colons.
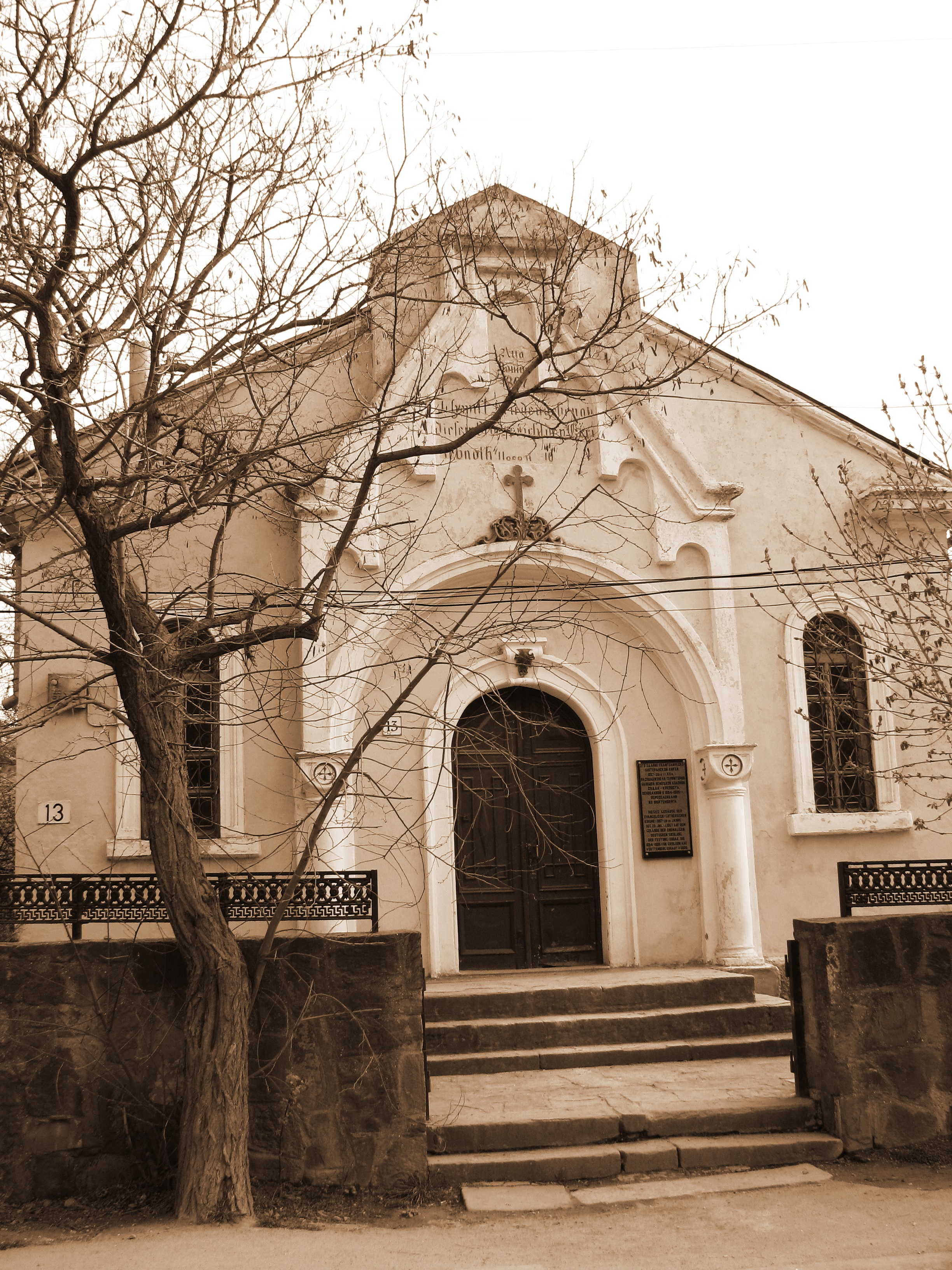
L'église luthérienne de Soudak.

### Colonies-filles
Des colonies-filles sont établies ultérieurement :
- Abakly-Tama
- Abuslar
- Ak-Scheich-Deutsch
- Ak-Tasch
- Annenfeld
- Atkschora
- Awell
- Baj-Kogenly
- Beschewli-Ely
- Borangar (Tashly-Konrat)
- Burtschi
- Byten
- Dshambuldy-Konrat
- Dshuma-Ablam
- Felsenbrunn
- Friedental-Neu
- Friedrichsfeld (Tschokrak)
- Furstenfeld (Mamut)
- Grunfeld (Adshi-Achmat)
- Hebron
- Neu-Hoffnung
- Hoffnungsfeld (Tarchanlar)
- Hohenberg (Totmann)
- Johannesruh (Tokultschak)
- Kambar
- Karassan
- Karatscha-Kangil
- Kart-Myschik (Kartmitschik)
- Kijabak
- Kildiar
- Kir-Bajlar
- Kogendschelga-Chutor
- Kontschi-Schawa
- Kopanj (Berberowka)
- Kutschuk-Ak-Tatschi
- Lesy-Alt (Staryje-Lesy)
- Lesy-Neu (Nowyje-Lesy)
- Mergen-Meier (Juchary-Dshamin)
- Molly-Ely (Adshaul)
- Munij (Moni)
- Otschka-Bajilar (Atschka-Bailar)
- Samau (Samaw)
- Schibanj
- Schoenbrunn (Adargin-Deutsch)
- Schoenfeld (Koltamak)
- Schonuk (Schununk)
- Spat
- Tali-Iljak
- Tauk
- Temesch
- Teshi (Teschi)
- Towmaj
- Wasserreich (Kerleut/Nowi-Kiptschak)

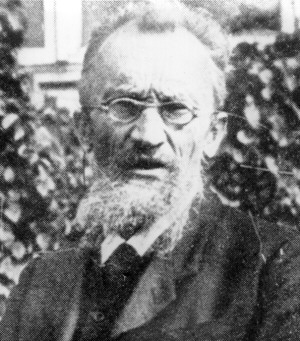
Le météorologue V. Köppen était un Allemand de Crimée.

- Westheim (Kullar-Kiptschak)